# Mac Jones
Michael McCorkle "Mac" Jones (n. 5 de septiembre de 1998) es un quarterback de fútbol americano de los Jacksonville Jaguars en la NFL. Durante su etapa universitaria jugó en la Universidad de Alabama, donde estableció los récords de la temporada de la NCAA en índice de pasador y porcentaje de pases completos como junior en camino a ganar el Campeonato Nacional de Fútbol Americano Universitario de 2021. Fue por los Patriotas en la primera ronda del Draft de la NFL de 2021; Jones llevó al equipo a un lugar en los playoffs durante su temporada como novato lo que le ganó el honor de jugar el Pro Bowl.

## Carrera Colegial
Mac Jones aceptó la oferta de la universidad de Alabama para jugar su fútbol americano con el equipo, donde vio mucho éxito como un mariscal de campo estrella. Tras pasar dos temporadas como suplente, Mac fue nombrado el mariscal de campo titular después de que Tua Tagovailoa sufriera una lesión en 2019. En sus cuatro partidos donde fue nombrado el titular, ganó tres de ellos, sufriendo su única derrota en el partido del Iron Bowl en contra de los Auburn Tigers. Terminó la temporada con 14 touchdowns y 3 intercepciones.
En su primera y última temporada completa como el titular, Mac Jones rompió records y llevó a su equipo a una gran temporada. Con Alabama, ganó todos sus 12 partidos en camino a un campeonato nacional. En un partido de revancha contra Auburn en el Iron Bowl, Jones logró una victoria con 302 yardas y 5 touchdowns. En el campeonato nacional, Jones nuevamente lanzó 5 touchdowns para derrotar a los Ohio State Buckeyes. Gracias a sus 4,500 yardas, 41 touchdowns y sólo 4 intercepciones, Jones quedó en el tercer lugar de la votación del Heisman Trophy, el cual es otorgado al mejor jugador de la temporada. Su propio compañero de equipo, DeVonta Smith, fue el ganador. Después de la temporada, Mac Jones se declaró al draft de la NFL de 2021.

## Carrera Profesional

### 2021
Mac Jones fue seleccionado por los New England Patriots con la selección número 15 del draft. Fue el quinto mariscal de campo en ser elegido en el draft. Tras ganar la competencia por el puesto titular en contra de Cam Newton, Mac Jones jugó todos los partidos de su primera temporada. Los New England Patriots ganaron 10 partidos y quedaron el una posición de Wild Card para los playoffs de 2021, lo cual acreditó a Jones el honor de ser un participante del Pro Bowl. Logró pasar por 3,801 yardas, 22 touchdowns y 13 intercepciones como novato, lo cual lo dejó en el segundo puesto en las votaciones de novato del año. Su primera temporada concluyó con una derrota en contra de los Buffalo Bills, 47-17.

### 2022
Entrando a su segunda temporada, Mac Jones tenía grandes expectativas impuestas por la prensa gracias al hecho de que era el siguiente mariscal de campo después de Tom Brady, y había logrado una gran temporada como novato. En su segundo año, Jones tendría un año con mucha más adversidad. Jones ganó 6 partidos, perdiendo 8 más. En esta temporada, Jones sufrió una lesión que lo forzó a perder 3 partidos, y cuando regresó se encontraba en una competencia por el puesto titular con Bailey Zappe. Concluyó la temporada con 2,997 yardas, 14 touchdowns y 11 intercepciones. Los Patriots no quedaron en un puesto de los playoffs, terminando con 8 victorias y 9 derrotas.